# Nicolas Léonard Sadi Carnot
Nicolas Léonard Sadi Carnot (Pariz, 1. lipnja 1796. – Pariz, 24. kolovoza 1832.), francuski fizičar. Godine 1824. objavio raspravu u kojoj je iznesen drugi zakon termodinamike, nazvan Carnotov princip ili Carnotov ciklus. Osnovna je misao te rasprave: svaki toplinski stroj prima toplinsku energiju na višoj temperaturi, pretvara samo dio u rad i nužno predaje preostali dio toplinske energije na nižoj temperaturi; sveukupna toplinska energija ne može se pretvoriti u rad. Carnot je opisao idealni toplinski stroj s maksimalnim učinkom, kojemu rad ovisi samo o temperaturnoj razlici dvaju spremišta topline, bez obzira na to obavlja li radnju vodena para, ugrijani zrak ili koja druga tvar. Carnot je već 1831. dao prilično točnu vrijednost za mehanički ekvivalent kalorije.

## Carnotov ciklus
Svaki termodinamički sustav postoji u određenom stanju. Kad sustav prođe kroz niz različitih stanja, te se vrati u početno, kaže se da je obavio kružni proces. Tokom kružnog procesa sustav može predati rad okolini, te tako djelovati kao toplinski motor. Carnotov ciklus je kružni proces kojeg je osmislio Nicolas Léonard Sadi Carnot 1824. i kasnije proširio Émile Clapeyron 1830-ih i 40-ih godina. Sustav koji radi po Carnotovom kružnom ciklusu je hipotetički Carnotov toplinski motor. Toplinski motor prenosi energiju iz toplijeg (ogrjevnog) spremnik u hladniji (rashladni) spremnik, te pritom dio te energije pretvara u mehanički rad. Ciklus se također može obrnuti. Sustavu se može dovoditi rad izvana, te se on onda ponaša kao toplinska pumpa (dizalica topline). Carnotov ciklus je kružni proces s najvišim stupnjem korisnosti, odnosno najveći dio primljene topline pretvara u rad, te najveći dio rada iskorištava za dizanje topline.
Kada se Carnotov ciklus ponaša kao toplinski motor sastoji se od sljedećih promjena stanja:
1. Ravnotežne izotermne ekspanzije plina pri temperaturi ogrjevnog spremnika TH (izotermno dovođenje topline). Tijekom ove promjene stanja (promjena od A do B na slici) sustav predaje rad okolini. Plin ekspandira zbog primitka topline Q1 iz ogrjevnog spremnika.
2. Izentropske (ravnotežna adijabata) ekspanzije plina (dobiveni izentropski rad). Tijekom ove promjene stanja (promjena od B do C na slici) sustav je toplinski izoliran od okoline, te niti prima niti predaje toplinu. Plin nastavlja ekspandirati, predajući pritom rad okolini. Ta ekspanzija uzrokuje hlađenje plina do temperature rashladnog spremnika TC.
3. Ravnotežne izotermne kompresije plina pri temperaturi rashladnog spremnika, TC (izotermno odvođenje topline) (promjena od C do D na slici). Ovdje okolina vrši rad na sustavu, te uzrokuje da količina topline Q2 prijeđe iz sustava na rashladni spremnik.
4. Izentropska kompresija plina (uloženi izentropski rad) (promjena od D do A na slici). I ovdje je sustav toplinski izoliran od okoline. Tokom ove promjene stanja okolina vrši rad na plinu, komprimirajući ga, te uzrokujući da temperatura poraste na TH. U tom trenutku plin je u istom stanju kao i na početku.

Stupanj korisnosti {\displaystyle \eta } Carnotovog ciklusa se određuje kao:
{\displaystyle \eta ={\frac {W}{Q_{H}}}=1-{\frac {T_{C}}{T_{H}}}\quad \quad \quad \quad \quad \quad \quad \quad \quad (3)}
gdje je:
{\displaystyle W} je rad koji je obavio sustav (energija postoji u sustavu kao rad),
{\displaystyle Q_{H}} je toplina dovedena sustavu (toplina koja ulazi u sustav),
{\displaystyle T_{C}} je apsolutna temperatura rashladnog spremnika, i
{\displaystyle T_{H}} je apsolutna temperatura ogrjevnog spremnika
{\displaystyle S_{B}} je maksimalna entropija sustava
{\displaystyle S_{A}} je minimalna entropija sustava

### Carnotov teorem
Iz gornjeg dijagrama se može vidjeti da niti jedan kružni proces koji radi između temperatura {\displaystyle T_{G}} and {\displaystyle T_{H}} ne može premašiti stupanj korisnosti Carnotovog ciklusa. Carnotov teorem kaže: Niti jedan toplinski stroj koji radi između dva toplinska spremnika ne može biti učinkovitiji od Carnotova stroja između tih istih spremnika. Stoga jednadžba 3 daje maksimalni mogući stupanj djelovanja za bilo koji motor koji radi između tih temperatura. Logična posljedica Carnotovog teorema je: Svi povrativi strojevi koji rade između istih toplinskih spremnika imaju jednaki stupanj korisnosti. Ako desnu stranu jednadžbe napišemo malo drugačije, vidimo da je teoretski maksimalan stupanj korisnosti jednak razlici temperatura ogrjevnog i rashladnog spremnika podijeljenom s temperaturom ogrjevnog spremnika. Termodinamička temperatura se dobije ako temperaturi u stupnjevima Celsiusa dodamo 273,15. Iz formule se vidi zanimljiva činjenica. Snižavanje temperature rashladnog spremnika će imati veći utjecaj na maksimalni stupanj djelovanja nego povišenje temperature ogrjevnog spremnika za isti iznos. U stvarnom svijetu to je teško ostvariti, jer je rashladni spremnik najčešće okoliš.

### Stupanj korisnosti realnih toplinskih motora
Carnot je uvidio da u stvarnosti nije moguće napraviti termodinamički povrativ motor, tako da realni toplinski motori imaju manji stupanj korisnosti od one u jednadžbi 3. Unatoč tome, jednadžba 3 je jako važna jednadžba za određivanje maksimalnog stupnja korisnosti koji se može ostvariti između zadanih toplinskih spremnika. Ovo može pomoći pri razumijevanju zašto, primjerice pregrijač ili motor s unutarnjim izgaranjem može poboljšati stupanj iskorištenja.